# Gavião-asa-de-telha
Gavião-asa-de-telha (Parabuteo unicinctus) é uma ave de rapina de médio-grande porte que se reproduz desde o sudoeste dos Estados Unidos até o Chile, centro da Argentina e Brasil.
Há relatos esporádicos de avistamento desta espécie na Europa Ocidental, especialmente na Grã-Bretanha, porém, tendo em conta a sua grande popularidade no âmbito da falcoaria, o mais certo é que esses casos se reportem a fugas de cativeiros.

## Nomes comuns
Possui ainda os seguintes nomes comuns: gavião-de-asa-castanha e águia-de-harris.
O nome gavião-asa-de-telha foi selecionado como nome vernáculo técnico para a espécie Parabuteo unicinctus pelo Comitê Brasileiro de Registros Ornitológicos (CBRO) em 2021.

## Etimologia
O nome do gênero é derivado do grego antigo para, que significa "parecido" e do latim buteo, que se refere a um tipo de ave de rapina. O epíteto específico é do latim uni que significa "um"; e cinctus que significa "faixa", referindo-se à banda branca na ponta da cauda. Logo, o nome científico significa "Ave com uma faixa parecida com um búteo". John James Audubon deu a esta ave o seu nome em inglês em homenagem ao seu companheiro ornitólogo, patrocinador financeiro e amigo Edward Harris.

## Descrição
O gavião-asa-de-telha mede de 46 a 59 cm de comprimento e tem uma envergadura entre 103 e 120 cm.  A espécie tem um dimorfismo sexual, com as fêmeas sendo maiores em aproximadamente 35%. A média de peso de machos adultos é de 701 g, enquanto as fêmeas têm uma média de 1029 g.

Essa espécie tem uma plumagem amarronzada, ombros avermelhados e penas da cauda com base e ponta brancas. As patas são longas e amarelas e a cera do bico é amarela.

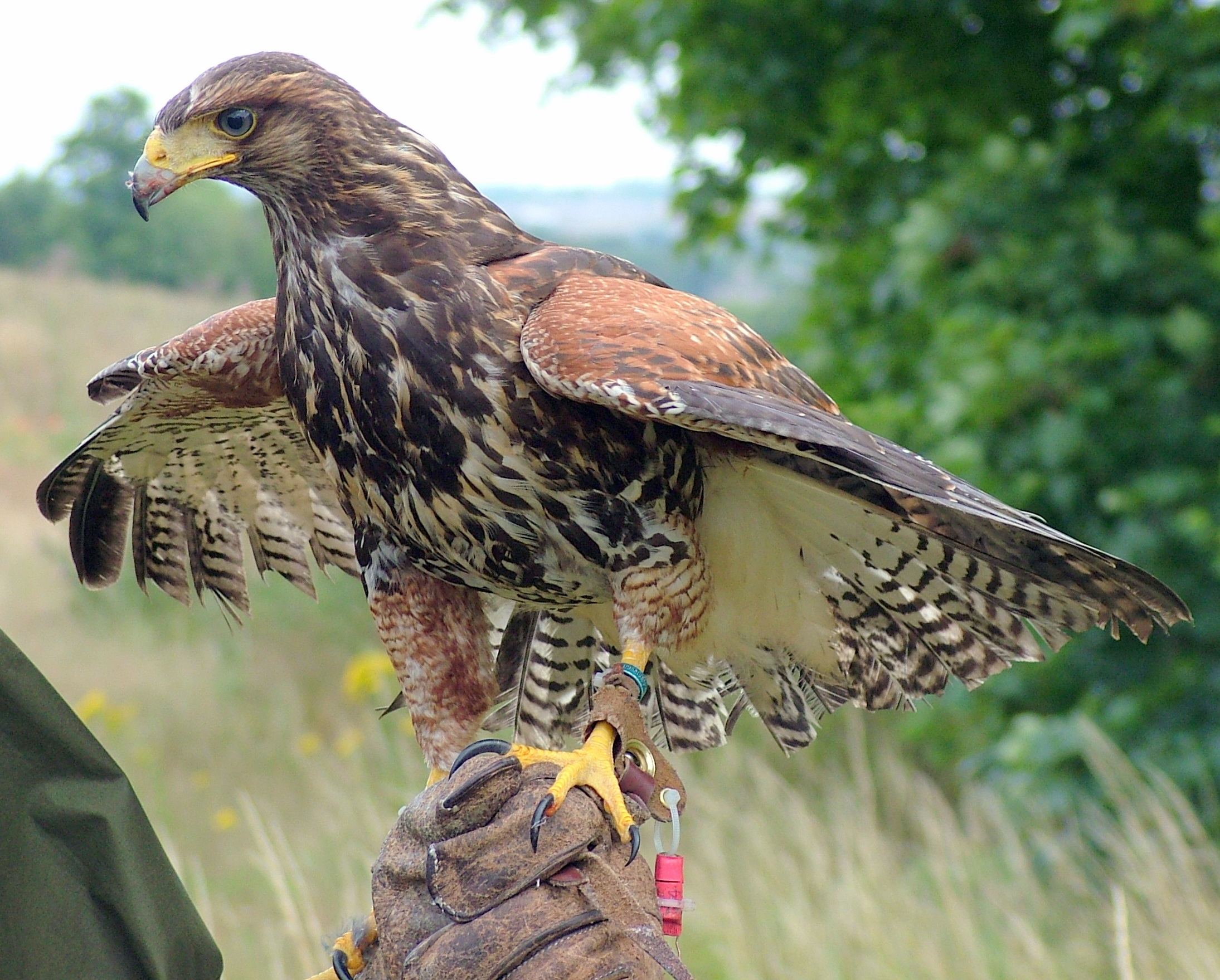
Juvenil em demonstração de falcoaria

### Juvenil
O juvenil do gavião-asa-de-telha é majoritariamente listrado em couro, e tem uma aparência bem mais clara do que os adultos. Em voo, a parte de baixo das asas do juvenil é de cor couro com listras marrons. À primeira vista, os juvenis não se parecem com os adultos, mas a coloração avermelhada idêntica é uma ajuda na identificação.

### Subespécies
São reconhecidas duas subespécies de gavião-asa-de-telha:
- P. u. harrisi: encontrado no Texas, leste do México e grande parte da América Central.[18]
- P. u. unicinctus: encontrado exclusivamente na América do Sul. É menor do que a subespécie norte-americana.[18]

## Distribuição e habitat
O gavião-asa-de-telha vive em bosques esparsos e em clima semiárido, bem como pântanos (com algumas árvores) em algumas partes de sua distribuição (Howell e Webb 1995), incluindo manguezais, como em partes de sua distribuição sul-americana. A espécie não é migratória. Locais para pouso importantes e para suporte de ninhos são fornecidos por árvores maiores espalhadas ou outros elementos (postes de energia, bordas de floresta, árvores mortas em pé, árvores vivas, rochas e saguaros).
A população de gavião-asa-de-telha está diminuindo devido à perda de habitat; no entanto, em algumas circunstâncias, eles são conhecidos por se mudarem para áreas urbanas. No Brasil, a espécie está se tornando cada vez mais comum em centros urbanos, como no Rio de Janeiro, São Paulo e Santos.

## Comportamento

Filhotes com uma semana de vida

Esta espécie ocorre em grupos relativamente estáveis. Há na espécie uma hierarquia de dominância, em que a fêmea madura é a ave dominante, seguida pelo macho adulto e depois pelos filhotes de anos anteriores. Os grupos geralmente incluem de 2 a 7 aves. As aves não apenas cooperam na caça, mas também auxiliam no processo de nidificação. Nenhuma outra ave de rapina é conhecida por caçar em grupos tão rotineiramente quanto esta espécie.

### Alimentação

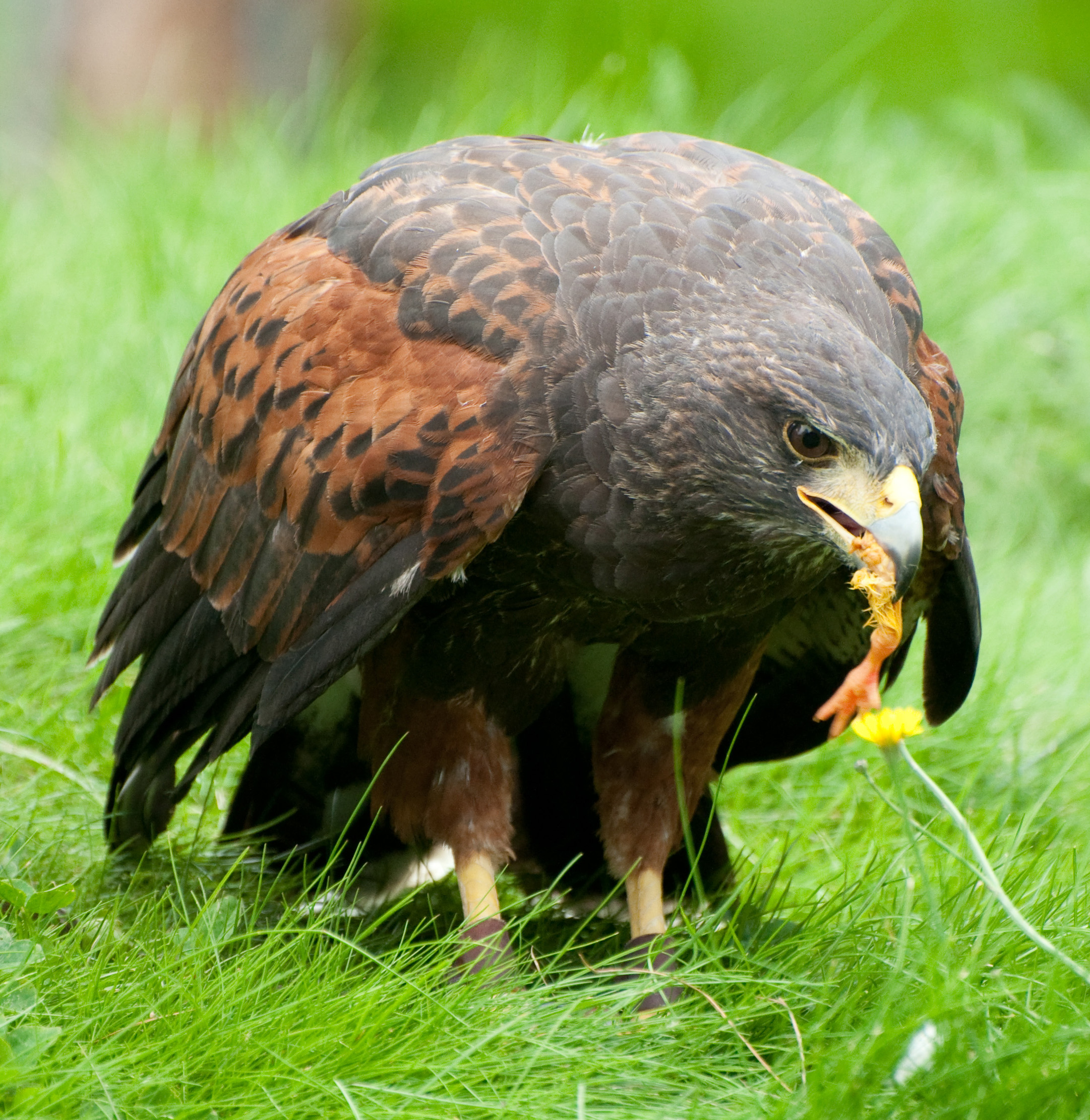
Comendo perna de galinha

A dieta do gavião-asa-de-telha consiste em pequenas criaturas, incluindo aves, lagartos, mamíferos e grandes insetos. Por caçar em grupos, a espécie também pode abater presas maiores. Embora não seja particularmente comum, o gavião-asa-de-telha pode pegar presas pesando mais de 2 kg, como lebres e garças-azuis-grandes (Ardea herodias) adultos e perus-selvagens (Meleagris gallapavo) não totalmente crescidos. O coelho-do-deserto (Sylvilagus audubonii) é a principal presa no norte da distribuição do gavião-asa-de-telha e geralmente pesa 800 g ou menos. Sem dúvida, por perseguir presas grandes com frequência, a espécie tem pés maiores e mais fortes, com garras longas e um bico em forma de gancho maior e mais proeminente do que a maioria das outras aves de rapina de seu tamanho.
No sudoeste dos Estados Unidos, as presas mais comuns (em ordem decrescente de prevalência) são coelho-do-deserto (Syvilagus auduboni), coelho-da-flórida (Sylvilagus floridanus), lebre-da-califórnia (Lepus californicus), esquilo-terrestre (Ammopsermophilus sp. e Spermophilus sp.), Neotoma sp., Dipodomys sp., Geomys e Thomomys sp, Callipepla gambelii, C. squamata, perdiz-da-vírginia (Colinus virginianus), corruíra-dos-cactos (Campylorhynchus brunneicapillus), cotovia-do-norte (Mimus polyglottos), Sceloporus magister e Eumeces sp.. Nos trópicos, o gavião-asa-de-telha se adaptou para capturar presas variadas, incluindo galinhas e coelhos-europeus introduzidos pelo homem. No Chile, o degu (Octodon degus) representa 67,5% das presas.

### Caça

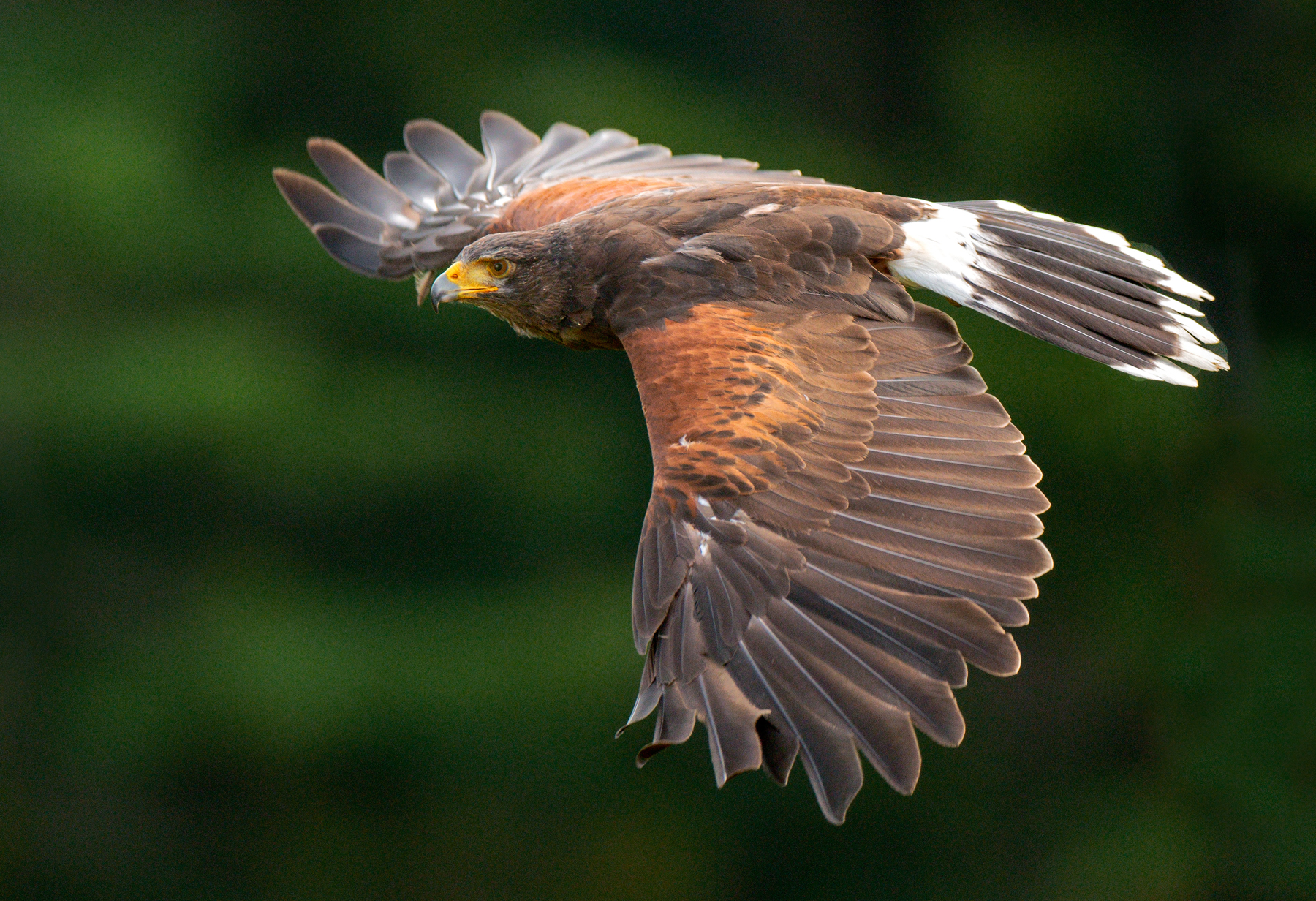
Gavião-asa-de-telha voando em centro de falcoaria

Enquanto a maioria das aves de rapina é solitária, apenas se reunindo para reprodução e migração, o gavião-asa-de-telha caça em grupos de dois a seis indivíduos. Acredita-se que isso seja uma adaptação à falta de presas no clima desértico em que vive. Em uma técnica de caça, um pequeno grupo voa à frente e observa, então outro membro do grupo voa à frente em perseguição à presa até que esta seja morta e compartilhada. Em outra, todos os indivíduos se espalham ao redor da presa. Grupos de gavião-asa-de-telha tendem a ter mais sucesso na captura de presas do que gaviões solitários, tendo taxas de sucesso aproximadamente 10% maiores por indivíduo extra.

### Reprodução
Ele nidifica em pequenas árvores, arbustos ou cactos. O ninho é geralmente compacto, feito de gravetos, raízes de plantas e caules, e geralmente é revestido de folhas, musgo, cascas e raízes de plantas. Ele é construído principalmente pela fêmea. Geralmente há de dois a quatro ovos branco-azulados, às vezes com manchas claras marrons ou cinza. Os filhotes nascem amarelo claro, mas em cinco a seis dias tornam-se castanhos.
Muitas vezes, há três indivíduos cuidando de um ninho: dois machos e uma fêmea. Se isso é ou não poliandria é debatido, pois pode ser confundido com uma ave ficando atrás de outra. A fêmea faz a maior parte da incubação. Os ovos eclodem em 31 a 36 dias. Os filhotes começam a explorar fora do ninho aos 38 dias e começam a voar aos 45 a 50 dias. A fêmea às vezes procria duas ou três vezes em um ano. Os juvenis podem ficar com os pais até três anos, ajudando a cuidar de crias posteriores. Os ninhos podem ser predados por coiotes (Canis latrans), águias-reais (Aquila chrysaetos), búteos-de-cauda-vermelha (Buteo jamaicensis), jacurutus (Bubo virginianus) e bandos de corvos-comuns (Corvus corax). Nenhum relato mostra a predação de adultos nos Estados Unidos e o gavião-asa-de-telha pode ser considerado um superpredador, embora possivelmente predadores como águias e corujas sejam capazes de matá-lo. No Chile, a águia-serrana (Geranoaetus melanoleucus) é um provável predador.

## Relação com humanos

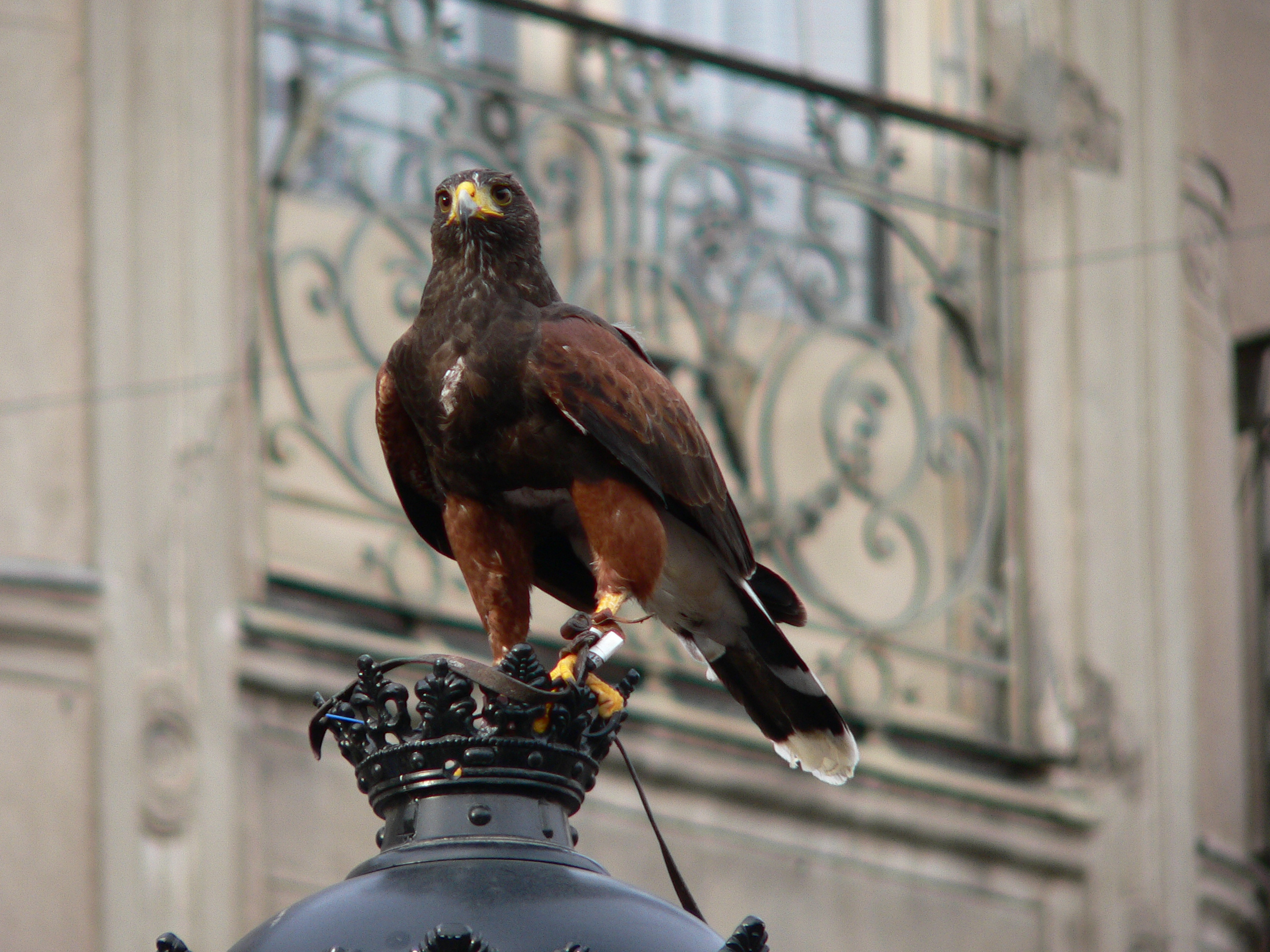
Gavião-asa-de-telha na cidade

### Falcoaria
Desde cerca de 1980, o gavião-asa-de-telha tem sido cada vez mais usado na falcoaria e agora é o gavião mais popular do Ocidente (fora da Ásia) para esse fim, pois é um dos mais sociáveis e fáceis de treinar.
Gaviões-asa-de-telha treinados foram usados para remover uma população indesejada de pombos da Trafalgar Square de Londres e das quadras de tênis em Wimbledon.
Gaviões-asa-de-telha treinados têm sido usados para controle da população de certas espécies de ave por falcoeiros nos Estados Unidos em vários locais, incluindo resorts e instalações industriais.
No Aeroporto de Vitória, no Espírito Santo, Brasil, são usados três indivíduos de gavião-asa-de-telha, junto com dois falcões-sacre e dois falcões-de-coleira, para afugentarem outras aves, evitando assim a colisão destas com as aeronaves.

### Material histórico
- John James Audubon. "Louisiana Hawk", Ornithological Biography volume 5 (1839). Illustration from Birds of America octavo edition, 1840.